# Eteokretisk (sprog)
Eteokretisk er et ikke-græsk sprog, der optræder i indskrifter fra Kreta i klassisk tid.
De antikke forfattere omtaler et folk ved navn Eteokrētes, dvs. "de ægte kretere". Ifølge Strabon skal det være øens autoktone (oprindelige) befolkning, og de skal på hans tid have levet både i syd og i vest (ved Kydonia = Chania).
Der er fundet en række indskrifter i et græsk alfabet, men på et ikke-græsk sprog fra byerne Dreros og Praisos. Indskrifterne er imidlertid ret korte, og det er svært at finde ud af, hvad de skal betyde. Det er derfor omstridt, hvordan man skal klassificere sproget i disse indskrifter. Det er ikke usandsynligt, at det er beslægtet med minoisk (Linear A), men da dét endnu ikke er blevet tydet, er det selvfølgelig usikkert; og det kan heller ikke udelukkes, at der har været flere, ubeslægtede sproggrupper på Kreta, før grækerne kom til øen. Nogle har villet sætte eteokretisk (og minoisk) sammen med det anatoliske sprog luvisk, andre med semitisk.